# Club Juan Aurich
Club Juan Aurich, eller oftast Juan Aurich eller enbart Aurich, är en fotbollsklubb från staden Chiclayo i Peru. Juan Aurich grundades den 3 september 1922 och debuterade i den högsta divisionen i Peru 1968. Klubben åkte ur 2002 för att senare återvända och komma tillbaka inför 2008 och vann senare ligan 2011, för första gången i klubbens historia. Klubben har även deltagit i internationella turneringar, bland annat Copa Libertadores 2010 och Copa Sudamericana 2011. Juan Aurich spelar på den år 1970 invigda arenan Estadio Elías Aguirre.